# Frédéric Michel de Lajolais
Fréderic Michel François Joseph de Lajolais, né le 1er août 1765 à Wissembourg (Bas-Rhin), mort le 28 septembre 1808, en détention au château d'If (Bouches-du-Rhône), est un général de brigade de la Révolution française.

## États de service

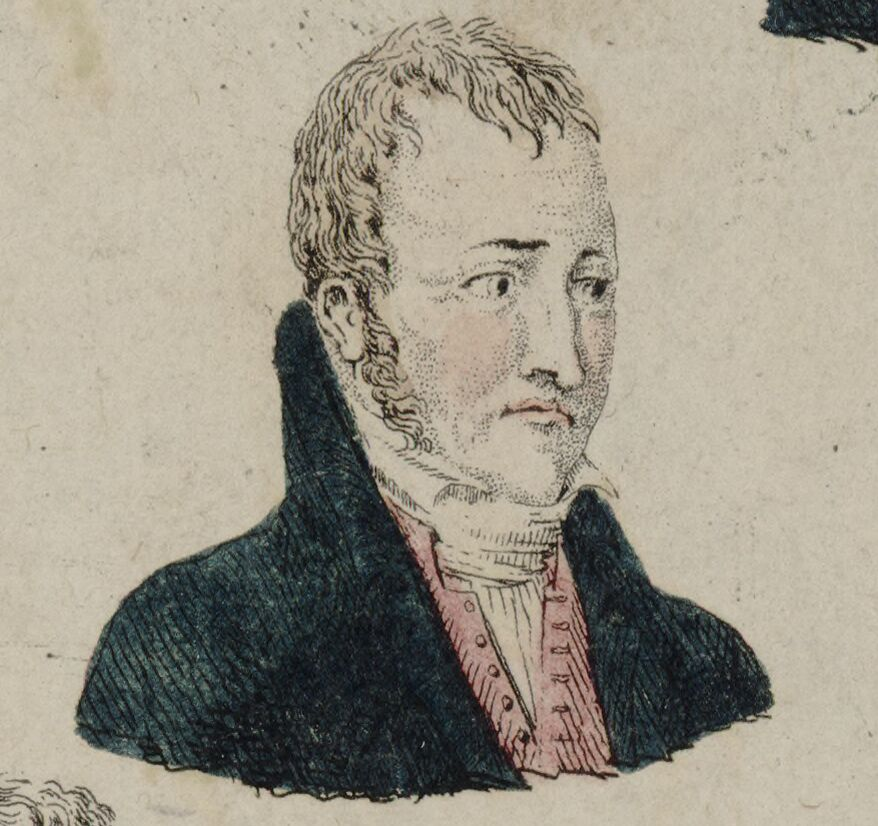
Frédéric Michel de Lajolais, dans les Portraits exacts des conspirateurs chargés par le gouvernement Britannique d'attenter aux jours du 1er consul, réalisés par la police de Paris en 1804.

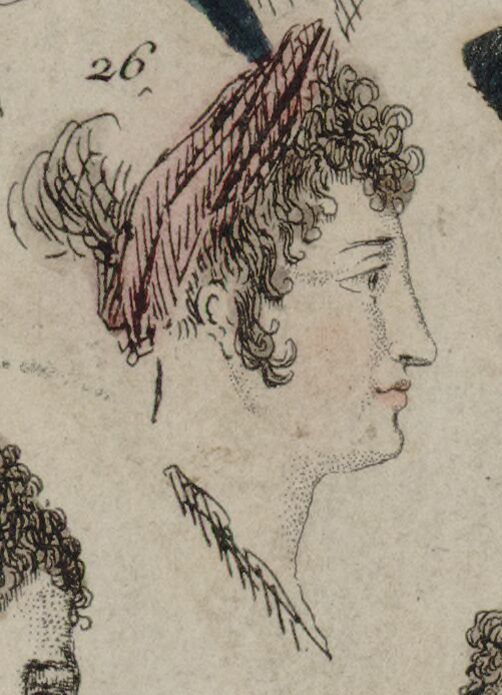
« Femme Lajolais », dans les Portraits exacts des conspirateurs chargés par le gouvernement Britannique d'attenter aux jours du 1er consul, réalisés par la police de Paris en 1804.

Il entre en service en 1778, comme volontaire au régiment d’Alsace-infanterie.
Le 20 septembre 1791, il est nommé aide de camp du général Kellermann, et le 17 juin 1792, il devient capitaine d’infanterie. Il passe chef de bataillon le 27 septembre 1792, et il est nommé colonel le 7 octobre suivant.
Il est promu général de brigade le 21 juin 1793, et il est affecté en septembre à l’Armée du Rhin. C’est à cette époque, qu’il fait la connaissance du général Pichegru. Ce dernier après avoir fait la conquête de la Hollande avec l'armée du Nord, est de nouveau nommé en mars 1795 à la tête de l'Armée du Rhin devenue par la suite Armée de Rhin-et-Moselle. Après le départ de Pichegru de cette armée en mars 1796, Lajolais, bien que n'étant plus en activité, a continué à combattre dans celle-ci . Son nom figurant dans les pièces saisies dans le fourgon du général Klinglin, il est mis en état d’arrestation après le coup d'État du 18 fructidor an V ( Lundi 4 septembre 1797).
Alors qu'il est toujours détenu à la maison d'arrêt militaire de la Force à Strasbourg, il publie en vendémiaire an VIII (octobre 1799) un mémoire justificatif contre l'arbitraire de cette détention .
Traduit devant un conseil de guerre à Strasbourg le 24 nivose an VIII ( Mardi 14 janvier 1800), Lajolais est acquitté avec toutes les personnes jugées ce jour-là. Cependant, ami de Pichegru, le Consulat refuse de le réintégrer dans l’armée. En 1802, il émigre à Londres, et de retour en France peu de temps après, il se met en devoir de faire des préparatifs pour recevoir Georges Cadoudal, Pichegru et autres conspirateurs. 
Arrêté en 1804, avec les autres conjurés il est condamné à mort le 27 mai 1804, et sa peine et commuée en 4 ans de prison au château de Joux avant d’être transféré au château d’If, où il meurt le 28 septembre 1808, quelques jours avant de recouvrer la liberté.
Son épouse, sa fille et sa maitresse furent arrêtées lors de l'affaire du duc d'Enghien. 

### Sources
- (en) « Generals Who Served in the French Army during the Period 1789 - 1814: Eberle to Exelmans »
- Docteur Robinet, Jean-François Eugène et J. Le Chapelain, Dictionnaire historique et biographique de la révolution et de l'empire, 1789-1815, volume 2, Librairie Historique de la révolution et de l’empire, 886 p. (lire en ligne), p. 293.
- Alphonse de Beauchamp, Vie politique, militaire et privée du général Moreau, 1814